# Киавикусасский сапотекский язык
Киавикусасский сапотекский язык (Quiavicuzas Zapotec, Northeastern Yautepec Zapotec, Zapoteco de Quiavicuzas, Zapoteco de San Juan Lachixila O) — сапотекский язык, на котором говорят в городе Гваделупе-Гевеа муниципалитета Гевеа-де-Гумбольдт, в городах Каррисал, Коррал-де-Пиедра, Сан-Хуан-Лачихила муниципалитета Нехапа-де-Мадеро, в городе Сантьяго-Киавикусас муниципалитета Сан-Карлос-Яутепек, восточнее города Митла, севернее панамериканского шоссе в северо-восточном краю округа Яутепек штата Оахака в Мексике.